# Friar
Friar es una variedad cultivar de ciruelo (Prunus salicina), de las denominadas ciruelas japonesas (aunque las ciruelas japonesas en realidad se originaron en China, fueron llevadas a los EE. UU. a través de Japón en el siglo XIX).
Una variedad que fue obtenida por John H. Weinberger Fresno (California) de un cruzamiento de 'Gaviota' x 'Nubiana'. Las frutas son de tamaño medio a grande, redondeadas, piel firme con un color violeta oscuro, casi negra en completa madurez, cubiertas con una pruina fina, y pulpa de color amarillo ámbar, textura firme, y sabor acidulado, con calidad gustativa media a buena según la zona de cultivo. Tolera las zonas de rusticidad según el departamento USDA, de nivel 5 a 9.

## Historia
'Friar' variedad de ciruela, obtenida por John H. Weinberger Fresno (California) de un cruzamiento de 'Gaviota' como "Parental Madre" x el polen de 'Nubiana' como "Parental Padre". Fue introducida en los circuitos comerciales en 1968.
'Friar' está cultivada en diversos bancos de germoplasma de cultivos vivos, tales como en National Fruit Collection (Colección Nacional de Fruta) de Reino Unido con el número de accesión: 1985-037 y Nombre Accesión : Friar. Fue introducida en el "Probatorio Nacional de Fruta" para evaluar sus características en 1985.
'Friar' está cultivada en España, Italia, Portugal, Sudáfrica, Chile,  Argentina, y Turquía.

## Características
'Friar' es un árbol de tamaño mediano vigor medio y porte semi erecto, con entrada en producción algo lenta y producción buena a muy buena y regular, necesitando un aclareo de los frutos, tiene un tiempo de floración que comienza a partir del 9 de abril con el 10% de floración, para el 18 de abril tiene una floración completa (80%), y para el 21 de abril tiene un 90% de caída de pétalos.
'Friar' tiene una talla de fruto de calibre medio a grueso, esférico achatado, algo asimétrico, sutura ventral ancha, roma, poco profunda, con un peso promedio de 84.60 g; epidermis tiene una piel firme, con un color violeta oscuro, casi negra en completa madurez, cubiertas con una pruina fina; pulpa de color amarillo ámbar, textura firme, y sabor acidulado, con calidad gustativa media a buena según la zona de cultivo.
Hueso no adherente a la pulpa, de tamaño pequeño, aplanada, ovalada.
Su tiempo de recogida de cosecha se inicia en su maduración en la segunda decena de agosto. El fruto se ablanda lentamente después de la recolección. Buena conservación en frío. Presenta facilidad para el transporte y manipulación.

## Usos
Las ciruelas 'Friar' de muy buena calidad como fruta fresca en mesa, son buenas aprovechables en postres de cocina como tartas y pasteles, y se  utilizan comúnmente para hacer conservas y mermeladas.

## Polinización
De polinización autoincompatible. Buenos polinizadores son: 'Frontier', 'Laroda', 'Late
Santa Rosa', y 'Santa Rosa'.